# Golden Spin of Zagreb de 2012
O Golden Spin of Zagreb de 2012 foi a quadragésima quinta edição do Golden Spin of Zagreb, um evento anual de patinação artística no gelo, sendo parte do calendário sênior internacional. A competição foi disputada entre os dias 13 de dezembro e 16 de dezembro, na cidade de Zagreb, Croácia.

## Eventos
- Individual masculino
- Individual feminino
- Duplas
- Dança no gelo

## Medalhistas
| Evento                        | Ouro                                                | Prata                                        | Bronze                                         |
| Individual masculino detalhes | Vladislav Sezganov · Rússia                         | Mark Shakhmatov · Rússia                     | Justus Strid · Dinamarca                       |
| Individual feminino detalhes  | Carolina Kostner · Itália                           | Kristina Zaseeva · Rússia                    | Isadora Williams · Brasil                      |
| Duplas detalhes               | Angelina Ekaterinina · Philipp Tarasov · Azerbaijão | Stina Martini · Severin Kiefer · Áustria     | Elizaveta Makarova · Leri Kenchadze · Bulgária |
| Dança no gelo detalhes        | Ekaterina Riazanova · Ilia Tkachenko · Rússia       | Julia Zlobina · Alexei Sitnikov · Azerbaijão | Siobhan Heekin-Canedy · Dmitri Dun · Ucrânia   |

## Resultados

### Individual masculino
| Pos.              | Nome                  | Nacionalidade | Pontos | PC         | PL         |
| ----------------- | --------------------- | ------------- | ------ | ---------- | ---------- |
| Medalha de ouro   | Vladislav Sezganov    | Rússia        | 178.68 | 64.59 (1)  | 114.09 (2) |
| Medalha de prata  | Mark Shakhamatov      | Rússia        | 174.96 | 50.44 (5)  | 124.52 (1) |
| Medalha de bronze | Justus Strid          | Dinamarca     | 163.81 | 59.26 (2)  | 104.55 (4) |
| 4                 | David Richardson      | Reino Unido   | 158.52 | 52.54 (4)  | 105.98 (3) |
| 5                 | Oleksii Bychenko      | Israel        | 151.77 | 53.49 (3)  | 98.28 (6)  |
| 6                 | Paul Parkinson        | Itália        | 149.39 | 44.94 (9)  | 104.45 (5) |
| 7                 | Saulius Ambrulevicius | Lituânia      | 132.22 | 49.87 (6)  | 82.35 (7)  |
| 8                 | Jono Partridge        | Reino Unido   | 123.01 | 47.01 (7)  | 76.00 (9)  |
| 9                 | Marko Marton          | Hungria       | 119.98 | 39.96 (10) | 80.02 (8)  |
| 10                | Luis Hernandez        | México        | 118.75 | 45.20 (8)  | 73.55 (10) |
| 11                | Josip Gluhak          | Croácia       | 109.31 | 37.98 (11) | 71.33 (11) |
| 12                | Andrew Dodds          | Austrália     | 103.91 | 34.04 (12) | 69.87 (12) |
| WD                | Paolo Bacchini        | Itália        | —      | — (WD)     |            |

### Individual feminino
| Pos.              | Nome                   | Nacionalidade | Pontos | PC         | PL         |
| ----------------- | ---------------------- | ------------- | ------ | ---------- | ---------- |
| Medalha de ouro   | Carolina Kostner       | Itália        | 175.02 | 64.99 (1)  | 110.03 (1) |
| Medalha de prata  | Kristina Zaseeva       | Rússia        | 149.10 | 48.31 (2)  | 100.79 (2) |
| Medalha de bronze | Isadora Williams       | Brasil        | 143.52 | 47.84 (4)  | 95.68 (3)  |
| 4                 | Patricija Glescic      | Eslovênia     | 135.15 | 45.85 (5)  | 89.30 (4)  |
| 5                 | Polina Shelepen        | Rússia        | 128.16 | 47.84 (3)  | 80.32 (7)  |
| 6                 | Carol Bressanutti      | Itália        | 124.91 | 44.11 (9)  | 80.80 (6)  |
| 7                 | Lejeanne Marais        | África do Sul | 123.78 | 45.20 (6)  | 78.58 (9)  |
| 8                 | Daša Grm               | Eslovênia     | 122.03 | 37.56 (14) | 84.47 (5)  |
| 9                 | Reyna Hamui            | México        | 119.82 | 44.34 (8)  | 75.48 (12) |
| 10                | Nika Ceric             | Eslovênia     | 119.21 | 44.36 (7)  | 74.85 (13) |
| 11                | Belinda Schoenberger   | Áustria       | 118.94 | 39.39 (12) | 79.55 (8)  |
| 12                | Fleur Maxwell          | Luxemburgo    | 118.15 | 40.00 (11) | 78.15 (10) |
| 13                | Inga Januleviciute     | Lituânia      | 117.10 | 40.31 (10) | 76.79 (11) |
| 14                | Jeniffer Urban         | Alemanha      | 110.36 | 36.28 (15) | 74.08 (14) |
| 15                | Ami Parekh             | Índia         | 106.64 | 37.89 (13) | 68.75 (15) |
| 16                | Mirna Libric           | Croácia       | 98.17  | 33.23 (16) | 64.94 (16) |
| 17                | Marina Seeh            | Sérvia        | 90.84  | 32.42 (17) | 58.42 (17) |
| 18                | Franka Vugec           | Croácia       | 86.74  | 31.39 (18) | 55.35 (18) |
| 19                | Ema Lipovscak          | Croácia       | 75.69  | 28.35 (20) | 47.34 (19) |
| WD                | Elettra Maria Olivotto | Itália        | —      | 30.87 (19) | — (WD)     |
| WD                | Kaat Van Daele         | Bélgica       | —      | — (WD)     |            |
| WD                | Daniela Stoeva         | Bulgária      | —      | — (WD)     |            |
| WD                | Adelina Sotnikova      | Rússia        | —      | — (WD)     |            |

### Duplas
| Pos.              | Nome                                   | Nacionalidade | Pontos | PC        | PL        |
| ----------------- | -------------------------------------- | ------------- | ------ | --------- | --------- |
| Medalha de ouro   | Angelina Ekaterinina / Philipp Tarasov | Azerbaijão    | 110.96 | 36.91 (1) | 74.05 (1) |
| Medalha de prata  | Stina Martini / Severin Kiefer         | Áustria       | 108.87 | 36.87 (2) | 72.00 (2) |
| Medalha de bronze | Elizaveta Makarova / Leri Kenchadze    | Bulgária      | 101.74 | 35.16 (3) | 66.58 (3) |

### Dança no gelo
| Pos.              | Nome                                   | Nacionalidade | Pontos | PC         | PL         |
| ----------------- | -------------------------------------- | ------------- | ------ | ---------- | ---------- |
| Medalha de ouro   | Ekaterina Riazanova / Ilia Tkachenko   | Rússia        | 161.34 | 65.96 (1)  | 95.38 (1)  |
| Medalha de prata  | Julia Zlobina / Alexei Sitnikov        | Azerbaijão    | 148.90 | 60.82 (2)  | 88.08 (2)  |
| Medalha de bronze | Siobhan Heekin-Canedy / Dmitri Dun     | Ucrânia       | 142.96 | 58.93 (3)  | 84.03 (4)  |
| 4                 | Isabella Tobias / Deividas Stagniūnas  | Lituânia      | 141.29 | 56.00 (6)  | 85.29 (3)  |
| 5                 | Tanja Kolbe / Stefano Caruso           | Alemanha      | 141.22 | 57.49 (5)  | 83.73 (5)  |
| 6                 | Kristina Gorshkova / Vitali Butikov    | Rússia        | 136.43 | 57.64 (4)  | 78.79 (7)  |
| 7                 | Allison Reed / Vasili Rogov            | Israel        | 135.13 | 55.09 (8)  | 80.04 (6)  |
| 8                 | Federica Testa / Lukas Csolley         | Eslováquia    | 130.97 | 53.51 (9)  | 77.46 (9)  |
| 9                 | Cathy Reed / Chris Reed                | Japão         | 130.83 | 55.29 (7)  | 75.54 (10) |
| 10                | Zsuzsanna Nagy / Mate Fejes            | Hungria       | 130.16 | 51.99 (10) | 78.17 (8)  |
| 11                | Nadezhda Frolenkova / Vitali Nikiforov | Ucrânia       | 125.30 | 49.83 (11) | 75.47 (11) |
| 12                | Angelina Telegina / Otar Japaridze     | Geórgia       | 120.45 | 48.09 (12) | 72.36 (13) |
| 13                | Dóra Turóczi / Balázs Major            | Hungria       | 119.72 | 47.06 (13) | 72.66 (12) |
| 14                | Kira Geil / Tobias Eisenbauer          | Áustria       | 109.76 | 42.81 (14) | 66.95 (14) |
| 15                | Katharina Mueller / Justin Gerke       | Alemanha      | 102.86 | 39.35 (15) | 63.51 (15) |
| 16                | Tatiana Baturintseva / Andrey Nevskiy  | Rússia        | 96.57  | 37.37 (16) | 59.20 (16) |
| 17                | Sarah May Coward / Georgi Kenchadze    | Bulgária      | 92.15  | 35.89 (17) | 56.26 (17) |
| 18                | Pilar Maekawa / Leonardo Maekawa       | México        | 90.79  | 35.09 (18) | 55.70 (18) |
| 19                | Emmanuela Porter / Bruce Porter        | Azerbaijão    | 75.81  | 25.75 (19) | 50.06 (19) |

## Quadro de medalhas
| Ordem | País       | Medalha de ouro | Medalha de prata | Medalha de bronze |    | Ordem por total |
| ----- | ---------- | --------------- | ---------------- | ----------------- | -- | --------------- |
| 1     | Rússia     | 2               | 2                |                   | 2  | 1               |
| 2     | Azerbaijão | 1               | 1                |                   | 2  | 1               |
| 3     | Itália     | 1               |                  |                   | 1  | 3               |
| 4     | Áustria    |                 | 1                |                   | 1  | 3               |
| 5     | Brasil     |                 |                  | 1                 | 1  | 3               |
| 5     | Bulgária   |                 |                  | 1                 | 1  | 3               |
| 5     | Dinamarca  |                 |                  | 1                 | 1  | 3               |
| 5     | Ucrânia    |                 |                  | 1                 | 1  | 3               |
| TOTAL | TOTAL      | 4               | 4                | 4                 | 12 | —               |